# Château de Coupigny
Le château de Coupigny est une demeure, du XVIIIe siècle, qui se dresse sur le territoire de l'ancienne commune française d'Airan, au sein de la commune nouvelle de Valambray, dans le département du Calvados, en région Normandie.
Le château est partiellement inscrit aux monuments historiques.

## Localisation
Le monument est situé à moins de 2 km au sud-ouest d'Airan, dans le département français du Calvados.

## Historique

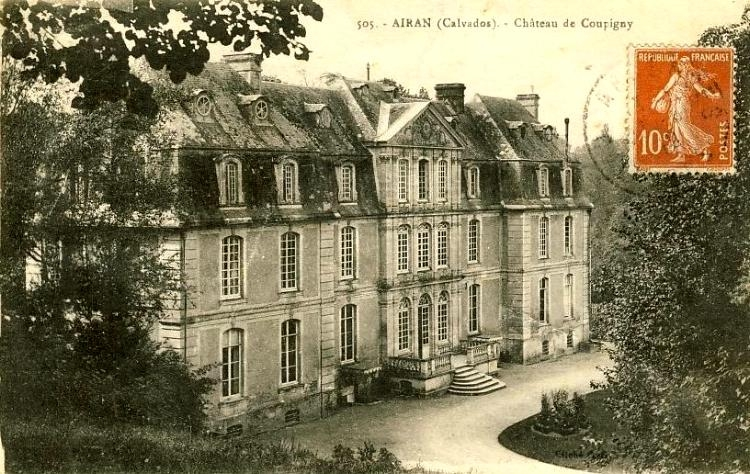
Carte postale du château vers 1920.

Le château fut commencé en 1756 par Jean-Louis de Fribois, seigneur de Coupigny, écuyer de la reine Marie Leszczynska. Vingt ans plus tard, ruiné, il le vend sans avoir achevé son édification. pendant la Révolution, M. de La Haye de Coulonges en fera compléter la décoration intérieur et y hébergera de nombreux chefs chouans, dont Frotté.

## Description
Le château avec un son avant-corps central, qui abrite l'escalier, et ses deux pavillons est de style Louis XV. L'avancée centrale surmontée d'un fronton triangulaire sculptée d'un cadran d'horloge, est haute de trois étages avec trois fenêtres très rapprochées à chaque niveau ; les fenêtres étant de formes différentes : à imposte rectangulaire, en arc surbaissé, demi-circulaire.

## Protection aux monuments historiques
Les façades et les toitures font l'objet d'une inscription au titre des monuments historiques par arrêté du 21 juin 1927.